# Sirenia (banda)
Sirenia es una banda de metal gótico y metal sinfónico, originaria de la ciudad de Stavanger, Noruega. Fue fundada en 2001 por Morten Veland, quien además es cantante, compositor y principal instrumentista.
Su estilo musical ha variado significativamente a través de los años, desde un metal sinfónico muy elaborado hacia un tono de metal gótico. A través de su historia, Sirenia se ha caracterizado por contar con diversas vocalistas femeninas y con Veland como único miembro permanente.

## Historia

### Inicios
Sirenia se formó a principios de 2001 en Stavanger, Noruega cuando Morten Veland (cantante y líder) se alejó de su anterior banda Tristania de forma unilateral, debido a desacuerdos musicales y problemas de tipo personal. Veland incluyó en este proyecto a Kristian Gundersen, un amigo cercano y un eminente músico, quien compartía las inclinaciones musicales de él, para que participara en las voces masculinas limpias y en la guitarra.
Además, incorporó a la francesa Fabienne Gondamin en la voz femenina. Sin embargo, era habitual (al igual que en lo sucesivo) utilizar otros músicos adicionales en los estudios de grabación y conciertos que no se consideran miembros permanentes.
Para el puesto de baterista, no se contó con uno oficial hasta 2003, cuando Veland contrató al chileno Jonathan Pérez como un miembro de gira. Hans Henrik Varland colaboró en los teclados en el primer disco. Mención especial es Pete Johansen (The Sins Of Thy Beloved, Tristania, Morgul y The Scarr), quien también participó en su disco debut en el violín. Pete es bien conocido en el medio metalero por su forma de tocar este instrumento, con un estilo muy bien definido y propio.
A ellos, se les sumaron un coro francés de ópera (el "Sirenian Choir"), y Jan Kenneth Barkved (1974-2009†), integrante de la banda Elusive con las voces masculinas limpias.
Roland Navratil, de la banda austriaca de metal gótico sinfónico Edenbridge, colaboró como baterista de conciertos en algunas ocasiones ante ausencias de Jonathan Pérez, quien pertenecía oficialmente a tiempo completo a Trail of Tears. Navratil participó propiamente en el Tour Europeo 2004-2005 y en menor medida, en 2009.
Finalmente, el bajo fue interpretado por el propio Veland o por músicos invitados en los espectáculos en vivo. Ninguno de estos colaboradores se acreditan como integrantes permanentes de la banda.
Con esta formación procedieron a grabar un disco y una gira promocional en festivales en su natal Noruega.

### At Sixes And Sevens(2001-2002)
Morten Veland pronto restableció comunicación con Napalm Records y con el productor Terje Refsnes de Sound Suite Studios, en Marsella, Francia. El 13 de agosto de 2002, Sirenia lanzó su primer álbum oficial, llamado At Sixes And Sevens.
Este músico es un gran amante de la música clásica, y esa influencia se plasma claramente en esta grabación, en forma de teclados barrocos que otorgan atmósferas diversas y oscuras, violines y coros de ópera. Su agrupación, al menos en sus primeros trabajos, tocó una mezcla de gothic-metal (con elementos black y death metal) y rock con influencias de música clásica.
Las bases de su sonido consistieron en una enérgica batería y un bajo que fueron mejorados y apoyados por guitarras agresivas de 12 cuerdas, acompañadas de teclados ambientales, y el toque especial del violín en los solos instrumentales.
En cuanto a las voces, se utilizó una gran variedad de sonidos que fueron desde voces angelicales, voces guturales, gritos, coros, voz masculina limpia y hasta susurros.
Después de que salió a la venta “At Sixes and Sevens”, Sirenia programó sus primeros tours europeos a mediados de la primavera y el verano del 2003. Sin embargo y previo al inicio de la gira, la cantante Fabienne Gondamin abandonó a sus compañeros. Gomndamin prestó su voz solo en la grabación de este primer álbum, ya que como ella vivía en Francia y los demás integrantes eran y vivían en Noruega, debió retirarse del grupo por lo complicado que le resultaba.
Luego de una corta audición masiva en su país de origen, escogieron a la noruega Henriette Bordvik como sustituta y con la cual realizaron las actuaciones en vivo en el transcurso del 2003 y 2004. Una vez terminadas, Veland se puso a realizar un nuevo álbum. Él había estado trabajando en canciones nuevas desde el 2002 y pasó el último verano perfeccionándolas.
Por otro lado, los resultados económicos de la gira no fueron los esperados y apenas se pudieron cubrir los gastos derivados de recorrer casi diez países a lo largo de todo el Viejo Continente.
Fue en ese momento cuando quedaron patentes una serie de problemas a revisar: la formación no era todo lo sólida que se podía esperar y el show en directo de la banda perdía crédito por no poder plasmar de forma fidedigna toda la orquestación y arreglos de la música.

### An Elixir For Existence(2003-2006)

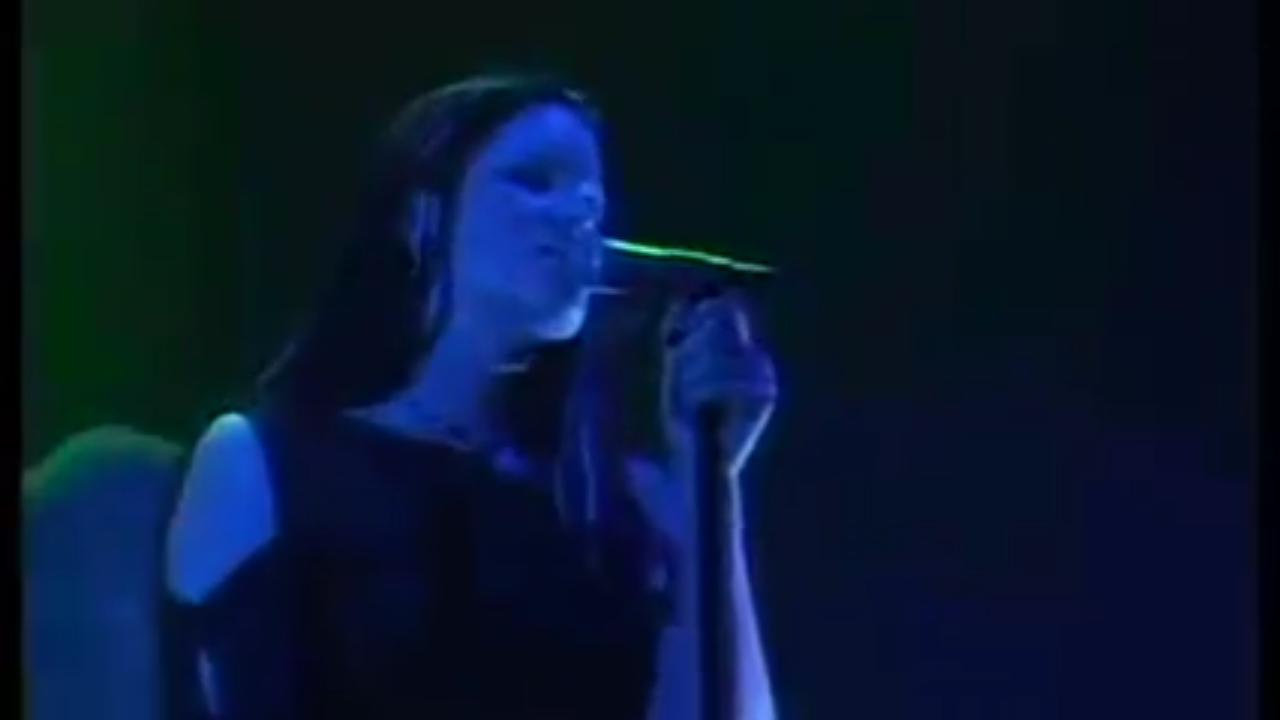
Henriette Bordvik en el Inferno Metal Festival en 2003

Entre septiembre y octubre de 2003, Veland y Gundersen entraron de nuevo a los Sound Suite Studios para grabar An Elixir For Existence, su segundo álbum oficial. El CD incluyó desde el metal a lo más atmosférico y calmado; además, se incluyeron canciones épicas, con arreglos sinfónicos. Desde el punto de vista conceptual, este nuevo disco no representaba nada distinto para el grupo, puesto que sigue una misma línea temática.
Este trabajo musical -publicado el 3 de agosto de 2004- contó con la participación de Henriette Bordvik a la voz, quien se incorporó desde inicios del 2003 y la cual poseía un tono vocal asombrosamente parecido al de su antecesora.
Con la salida de su segundo álbum, los resultados fueron mucho más discretos y los esfuerzos por comercializar más la banda no eran todo lo buenos que se podía esperar.
Esta situación -unido al descanso que se tomó el grupo-, hizo que en un periodo de apenas dos meses en octubre de 2004, Sirenia lanzara al mercado el mini-CD Sirenian Shores.
Para la mayoría de los fanes, contenía una recopilación de todos los mejores temas de los dos anteriores álbumes de la banda, incluidas con algunas variaciones y temas nuevos.
Jonathan Pérez se unió definitivamente a Sirenia en 2003 y tomó la decisión de apoyar de forma incondicional a su amigo Morten, pese a tener que compartir ocupación con su otra banda (Trail of Tears), de la que se desligó por completo a finales de 2006 por problemas monetarios.
Con este material, la agrupación se tomó un largo receso de más de tres años alejado de los estudios de grabación, mientras replanteaban su estilo musical, y a su vez, buscaron un nuevo sello discográfico con la finalidad de lograr una mayor distribución. La etiqueta elegida fue Nuclear Blast, con la que Veland se mostró conforme.

### Nine Destinies and a Downfall(2007-2008)
En el año 2007, Sirenia publicó su tercer álbum oficial (sin contar el MCD Sirenian Shores ), llamado Nine Destinies and a Downfall, con una nueva vocalista, llamada Monika Pedersen de Dinamarca, ya que Bordvik abandonó el grupo por razones personales en noviembre de 2005.
Este álbum también marcó el debut de Bjørnar Landa (proveniente de la banda noruega de rock industrial Artifact) en la guitarra, ante la salida de Kristian Gundersen a finales de 2004, para dedicarse a otros proyectos propios, en particular con el trío Elusive. No hay participación de Landa en los vocales, como lo hacía su predecesor.
El estilo es decididamente comercial y muy distinto a lo que se había escuchado del grupo en el pasado. Se incluyeron corrientes musicales más frescas y menos densas. Con ello, perdió adeptos a su música habitual, pero ganó otros tantos.
Antes del lanzamiento del disco, Sirenia viajó a Serbia y Montenegro y grabó dos vídeos musicales con el equipo de Icode Productions. Junto con "My Mind's Eye", grabaron "The Other Side". Ambos fueron los primeros de la banda.
A pesar de recibir críticas muy divididas sobre la calidad de “Nine Destinies and a Downfall”, este disco marcó el primer gran éxito internacional de Sirenia, de una forma contundente. Llegó a listados en 6 países, y recibió mucha atención de publicaciones especializadas por todo el mundo. Mientras tanto su sencillo promocional "My Mind' s Eye" -tomado del mismo álbum-, lideró las listas de radio en varios países. El video se difundió ampliamente en Austria, Suiza, Australia y Alemania, además de que se transmitió por MTV, según publicó el diario noruego Aftenbladet.
Sin embargo, el 5 de noviembre de 2007, se comunicó en su página oficial que la nueva cantante dejó a Sirenia por diferencias musicales y luego de un paso muy fugaz. Monika fue la tercera vocalista que se marchó de Sirenia (una por álbum).
Con ello, el grupo debió cancelar repentinamente un tour europeo junto a la banda sueca Therion. Se especula que a lo interno, las relaciones entre Pedersen y el resto de la banda nunca fueron del todo buenas, aspecto que motivó su regreso a la banda danesa que la dio a conocer, Sinphonia.
En los siguientes meses el grupo buscó una nueva cantante y compuso para su siguiente álbum. Finalmente el 10 de abril de 2008, Sirenia dio a conocer a su nueva vocalista femenina, escogida entre más de 500 aspirantes y tras una dura prueba, que duró 2 meses. La elegida fue Ailyn (Pilar Jiménez García; 29 de mayo de 1982) de nacionalidad española, nacida en Cataluña, quien no estaba relacionada en ningún aspecto en el mundo gótico, sino más bien se dedicaba a la música pop, por lo que el grupo ha recibido fuertes críticas, por sus pretensiones meramente comerciales, aunque, la propia banda ha afirmado: "Ailyn encaja perfectamente en las nuevas canciones de Sirenia, por lo que estamos encantados de poder contar con ella". Ailyn formó parte de un grupo musical que se dedicaba a versionar temas en español de series anime y videojuegos japoneses. También participó en la edición española de Factor X del canal Cuatroº, en el año 2007.
El 19 de mayo de 2008 Bjørnar Landa se marchó para pasar más tiempo con su familia (luego de estar casi 4 años como integrante y previo a una sesión de grabaciones) y fue sustituido por Michael S. Krumins, un prominente guitarrista proveniente de la banda noruega de rock progresivo Green Carnation.
El 12 de junio Sirenia presentó a Kristian Olav Torp como el bajista, que actuará exclusivamente en sus shows en directo.

### The 13th Floor(2009-2010)

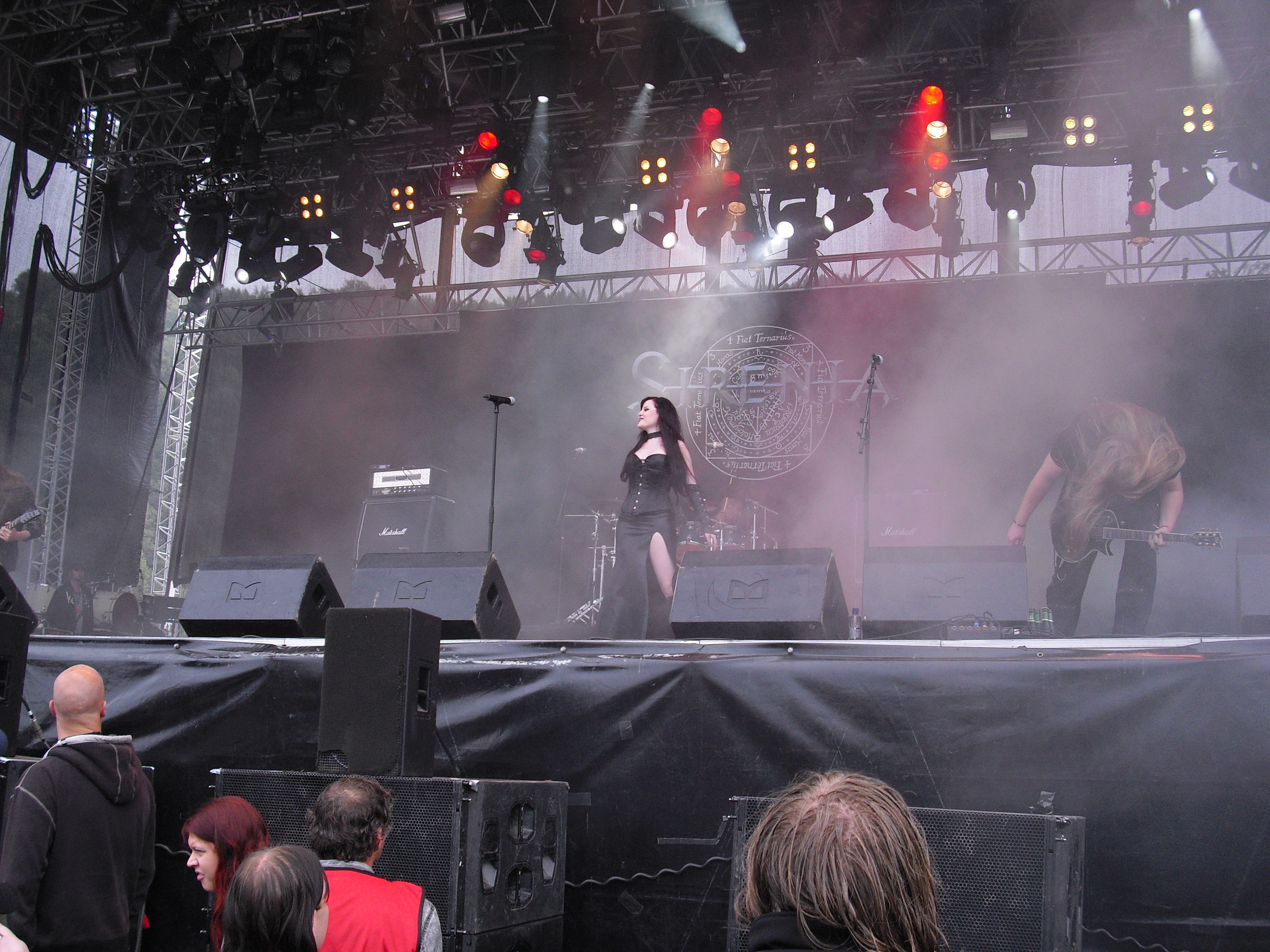
Sirenia en el Rock Festival en Noruega, 2009

The 13th Floor, fue publicado el 23 de enero de 2009, siguiendo un estilo muy similar al de su disco anterior, aunque más novedoso, al incluir algunos temas más largos y densos, regresando en algunas piezas al sonido que le dio origen, aunque sin alcanzar la misma complejidad y elaboración.
El tema principal y con el que abre el disco es "The Path to Decay". Fue lanzado con anticipación el 26 de diciembre de 2008, promocionado como un vídeo musical (el tercero de Sirenia) centrado en la figura de su nueva vocalista. Fue rodado en Gotemburgo, Suecia, con el director Patric Ullaeus (Lacuna Coil entre otras). El audiovisual se inspira en la propia portada del disco. A día de hoy, sigue siendo el video musical más exitoso de la banda, cuyo número de reproducciones en Youtube supera los 10 millones, algo bastante complicado para un grupo de metal, que solo pocas bandas, como Nightwish, han conseguido.
El álbum ofreció apariciones especiales de Jan Kenneth Barkved, quien también lo hizo en el álbum At Sixes And Sevens, así como también participó la francesa Stephanie Valentin en el violín, junto con el coro de ópera que ha sido una parte importante de la banda desde el mismo principio, elementos que agregaron el sonido característico de la agrupación.
En julio de 2009 se dio a conocer el nombre de un nuevo proyecto de Veland, llamado Mortemia, en el que trabajará sin dejar de lado el cada vez más alejado de sus inicios Sirenia, siguiendo una línea al estilo de sus trabajos en álbumes como Beyond the Veil de Tristania, o At Sixes and Sevens de Sirenia.
En octubre de 2009, Jan K. Barkved, gran colaborador de Sirenia, fue encontrado muerto a sus 35 años de edad en su departamento en Stavanger, de circunstancias no difundidas. Su banda principal, Elusive, había sido desintegrada desde abril.
En febrero de 2010, la revista webzine Metal Storm nominó a The 13th Floor para el premio anual como el mejor álbum de metal Atmósférico/ Sinfónico. El galardón lo obtuvo finalmente Epica, con Design Your Universe .
En enero de 2010, Sirenia programó su primera gira de conciertos mundial con "The 13th Floor Tour". La gira incluyó por primera vez Latinoamérica, con fechas entre febrero y marzo de 2010. Consistió de una presentación en México, dos en Colombia, una en Argentina y dos en Brasil .
Posteriormente, anunciaron una serie de tres conciertos en Australia junto a la reconocida banda británica Paradise Lost, inicialmente para febrero y luego pospuestos para abril. Sin embargo, finalmente se cancelaron por razones desconocidas. Los shows incluían a Brisbane, Sídney y Melbourne. La extensa gira se reprogramó en Europa y terminó en octubre en su natal Noruega.
La entrada de su vocalista Ailyn produjo una gran estabilidad en la banda, lo que parece motivar que ella continuara con los noruegos, siendo la primera en casi diez años que repite en la grabación de un segundo álbum de estudio.

### The Enigma Of Life(2010-2012)

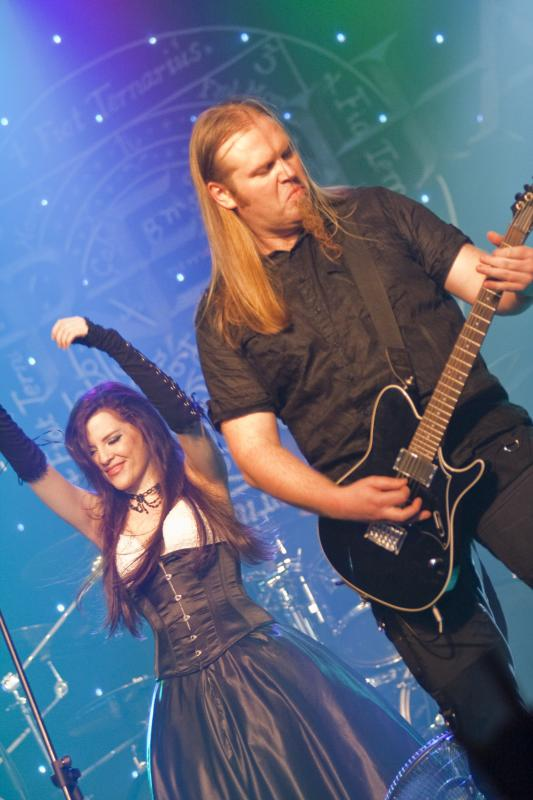
Ailyn y Morten Veland en marzo de 2010

A partir del 8 de julio de 2010 Sirenia se enfocó en la composición y grabación de algunos demos de canciones de su quinto álbum, el cual vio la luz en Europa el 21 de enero de 2011. Según trascendió el 11 de octubre de 2010, su nombre es The Enigma of Life, el cual se caracteriza por tener un sonido más alternativo y suavizado.
"The Enigma of Life" ofrece la particularidad de incluir dos bonus tracks con títulos y letras en idioma español: "Oscura Realidad" y dos versiones alternativas al título del disco "El Enigma De La Vida". Esto parece motivado por el gran éxito de la banda ante el público latinoamericano, luego de su gira del año anterior, y por el origen hispano de su cantante.
La descarga del único sencillo y la canción con la que abre el álbum, titulada "The End of It All", fue lanzada el 21 de diciembre de 2010. El vídeo musical de promoción fue dado a conocer el 5 de enero de 2011 y ha sido dirigido por el reconocido director sueco Patric Ullaeus de Revolver Film Company, quien por segunda vez consecutiva colabora con Sirenia.
El 19 de abril de 2011, Michael S. Krumins abandonó Sirenia para dedicar más tiempo a sus propias bandas y proyectos personales  .
Para el 16 de julio de 2011, y como una de sus presentaciones más importantes del año, se realizó la segunda actuación de Sirenia en el célebre festival de heavy metal Masters of Rock, que se realiza anualmente en la ciudad de Vizovice, República Checa. Su primera y única participación data de 2008.
Para finales de julio y principios de agosto de 2011, Sirenia realizó una segunda gira por Latinoamérica, que los llevó nuevamente a países como México, Brasil, Argentina y por primera vez a Perú y Chile en el mes de octubre.

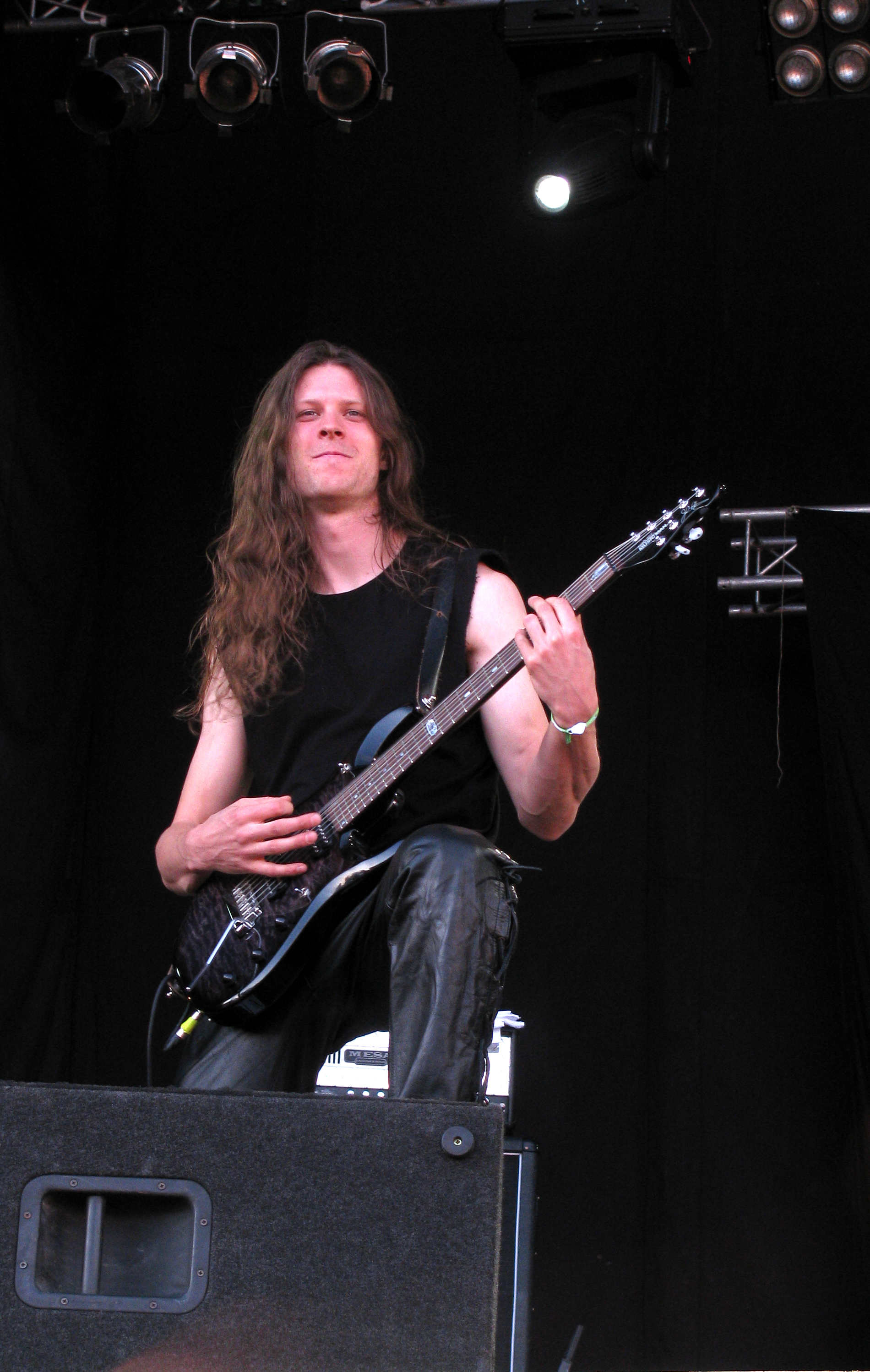
Michael S. Krumins en el Global East Rock Festival en septiembre de 2010

El 24 de octubre de 2011, la banda incorporó oficialmente a su nuevo guitarrista Jan Erik Soltvedt, quien los acompañó en sus diversas giras americanas y europeas, incluyendo el Gallus Sonorus Musicallis (GSM Fest) realizado en junio en Barcelos, Portugal, y el Festival de Wacken, Alemania, efectuado en agosto.

### Perils Of The Deep Blue(2013-2014)
En enero de 2013, la banda inició las sesiones de grabación del que será el sucesor de The Enigma Of Life. Fue lanzado a principios del 2013, una vez más vía Nuclear Blast Records.
Según ha declarado la banda: "La temporada de festivales ha terminado y se siente bien regresar al estudio otra vez. El progreso del nuevo álbum va muy bien, nos sentimos seguros de que el sexto álbum de Sirenia traerá agradables sorpresas bajo la manga, ya que hemos decidido hacer este disco algo diferente de los dos álbumes anteriores. Hemos terminado de algunas sesiones de grabación en los estudios Sound Suite en Francia, pudimos grabar los coros y algunas partes acústicas. Ahora seguimos trabajando en el estudio de Morten Veland, Audio Avenue".
El 13 de abril de 2013, Sirenia anunció a través de su página de Facebook que el título de su siguiente álbum es Perils of the Deep Blue, a publicarse oficialmente el 28 de junio de 2013 en Europa. El 12 de mayo de 2013 se lanzó su sencillo "Seven Widows Weep", a través de Nuclear Blast. El 3 de junio de 2013, fue estrenado el videoclip oficial de "Seven Widows Weep". Fue filmado en abril del mismo año en Serbia por el equipo de icode Producctions.
Este álbum representó el primer ingreso para Sirenia en listados de Estados Unidos, como los US Hard Rock Albums y los US Heatseeker Albums.

### The Seventh Life Path(2015-2016)
El 3 de abril de 2014, la banda anunció que regresó con la etiqueta Napalm Records para grabar un nuevo álbum, el cual sería oficialmente lanzado en varias fechas de abril de 2015 . El 10 de febrero de ese mismo año, revelaron que el título de su séptimo disco de estudio es The Seventh Life Path. Representó el primer álbum bajo dicho sello austríaco desde An Elixir For Existence (2004).  El 12 de marzo de 2015, Sirenia anunció en su página de Facebook que Nightwatcher Films firmó con ellos para incluir su canción "Ducere Me In Lucem" de su álbum anterior Perils of the Deep Blue para su banda sonora respectiva. El tema fue utilizado en la secuencia del título de apertura de una película llamada Abandoned Dead estrenada en enero de 2016.
El 8 de abril de 2015, fue lanzado el vídeo oficial del sencillo "Once My Light", dirigido por Icode Team y filmado en interiores de una mansión en Serbia.

### Dim Days of Dolor(2016 - 2018)

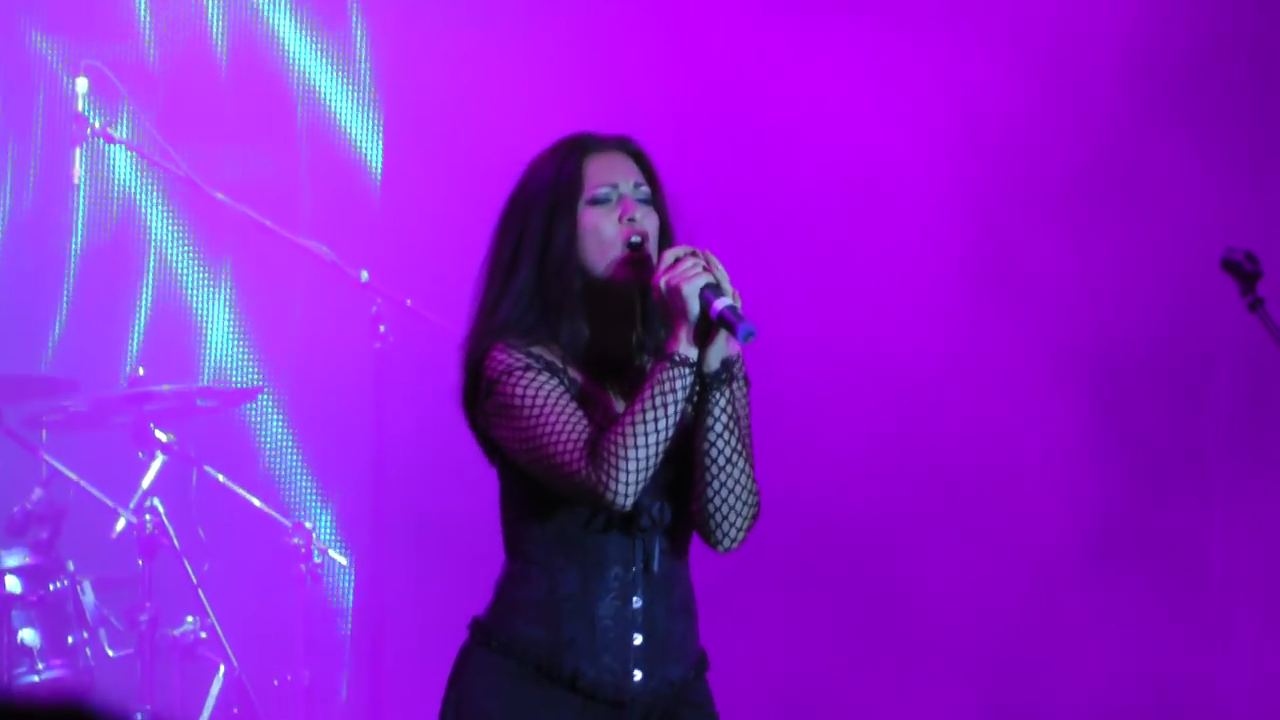
Emmanuelle Zoldan en concierto en Jersón, Ucrania en junio de 2016

El 5 de julio de 2016, Sirenia anunció que la agrupación y su vocalista Ailyn decidieron seguir su propio camino, luego de que la española sufriera algunos problemas personales. Sin embargo, la banda continuó con normalidad las sesiones de grabación de su octavo álbum, sin tener aún su sustituta. Ailyn, por su parte, aseguró que la decisión de abandonar Sirenia (a la que perteneció por 8 años) no fue de ella, sino de Morten Veland sin entrar en mayores detalles sobre los motivos.
El 29 de agosto de 2016, se comunicó que el nuevo álbum se titula Dim Days of Dolor. el cual fue lanzado el 11 de noviembre de dicho año.,  por segunda vez consecutiva publicado bajo Napalm Records. El álbum fue mezclado en los estudios de Hansen en Dinamarca. El arte de la portada fue una vez creado por Gyula Havancsák de Hjules Illustration And Design.
El 8 de septiembre de 2016, Sirenia anunció que su nueva cantante es Emmanuelle Zoldan, una cantante mezzosoprano francesa de Aix-en-Provence. Zoldan había trabajado previamente con Sirenia durante 13 años y regularmente era parte del Sirenian Choir. Ella contribuyó con la voz principal en la versión de Leonard Cohen "First We Take Manhattan",  incluido en el EP de 2004 Sirenian Shores.
Sirenia realizó una gira con Arkona y MindMaze en mayo de 2017 para su debut en los Estados Unidos y Canadá.
En octubre de 2017, antes de una gira por Europa, inesperadamente fue invitado a participar el guitarrista francés Nils Courbaron en sustitución de Jan Erik Soltvedt. En noviembre, el baterista de largo tiempo Jonathan Pérez dejó la banda y se unió oficialmente a Green Carnation. En consecuencia, temporalmente se incluyó nuevamente al baterista austriaco Roland Navratil, un miembro de Sirenia en vivo en 2004-2005 y 2009.
La banda regresó a América del Norte para unirse a varias bandas en el festival de heavy metal 70000 Tons of Metal, para dos shows el 2 y 3 de febrero de 2018.
Sirenia recorrió por segunda vez el norte del continente con la banda de death metal canadiense Threat Signal en abril de 2018, con el apoyo de Valinor Excelsior, Graveshadow, Niviane y Dire Peril.

### Arcane Astral Aeons(2018 - presente)
El 14 de agosto de 2018, Sirenia reveló el título de su noveno álbum de larga duración,  Arcane Astral Aeons , junto con una gira europea en el otoño. El álbum se lanzó el 26 de octubre del mismo año.

## Miembros

### Miembros actuales

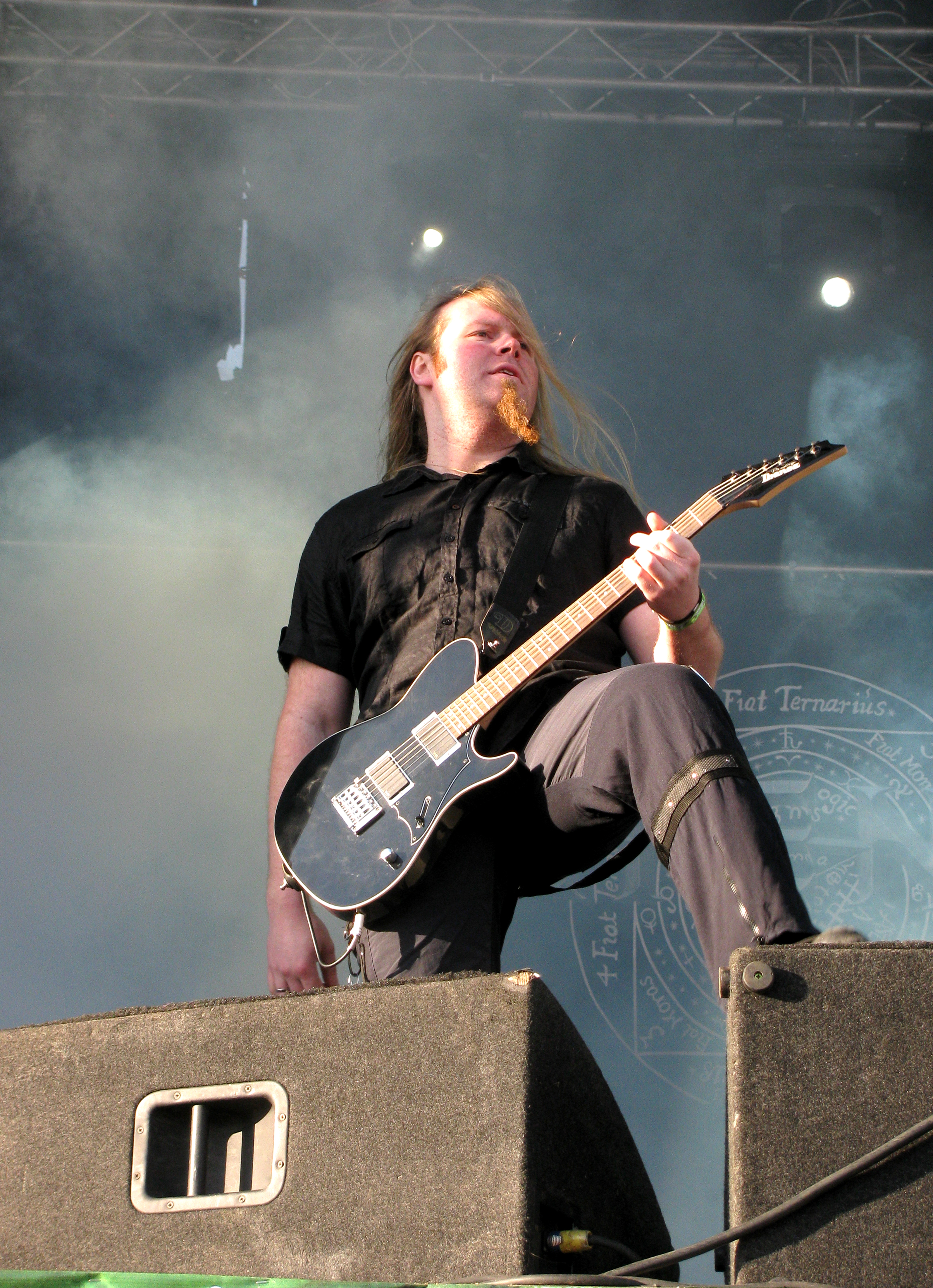
Morten Veland

- Morten Veland – Voz gutural, voz limpia (en estudio), guitarra, bajo (en estudio), teclado (en estudio), programaciones (en estudio), Batería (en estudio) (2001 – presente)
- Emmanuelle Zoldan - Voz (2016 - presente)

### Miembros en vivo
- Jan Erik Soltvedt - Guitarra (2011 – presente)
- Nils Courbaron - Guitarra (2017 - presente)

### Exmiembros
- Ailyn – Voz (2008 – 2016)
- Henriette Bordvik – Voz (2003 – 2005)
- Monika Pedersen – Voz (2006 – 2007)
- Kristian Gundersen – Guitarra (sólo en conciertos) y voz limpia (2001 – 2004)
- Bjørnar Landa – Guitarra (en conciertos) (2004 – 2008)
- Michael S. Krumins - Guitarra y voz gutural (ambas en conciertos) (2008 – 2011)
- Kristian Olav Torp – Bajo (sólo en conciertos) (2008)
- Roland Navratil – Batería (sólo en conciertos) (2004 – 2005, 2009, 2017)
- Jonathan Pérez – Batería (2003 – 2017)

### Músicos de sesión
- Fabienne Gondamin – Voz (2001–2002)
- Jan Kenneth Barkved † – Voz limpia (2001–2002, 2008)
- Pete Johansen – Violín (2001–2002)
- Anne Verdot – Violín (2003, 2004)
- Stephanie Valentin – Violín (2008, 2010)

### "The Sirenian Choir"

#### Actuales
- Damien Surian (2001–presente)
- Mathieu Landry (2003–presente)
- Emilie Bernou (2012–presente)
- Emmanuelle Zoldan (2003-presente)

#### Exmiembros
- Johanna Giraud (2001–2004)
- Hubert Piazzola (2001–2004)
- Emilie Lesbros (2001–2010)
- Sandrine Gouttebel (2003–2010)
- Aylin (2008–2016)

## Discografía
- Anexo:Discografía de Sirenia

### Álbumes de estudio
| At Sixes and Sevens                                                             | - Lanzamiento: 13 de agosto de 2002 - Discográfica: Napalm Records    | —   | —   | —   | —  | —  | —  | —  | —  |              |
| An Elixir for Existence                                                         | - Lanzamiento: 3 de agosto de 2004 - Discográfica: Napalm Records     | —   | —   | —   | —  | —  | —  | —  | —  |              |
| Nine Destinies and a Downfall                                                   | - Lanzamiento: 23 de febrero de 2007 - Discográfica: Nuclear Blast    | —   | —   | 134 | 54 | 85 | —  | —  | —  |              |
| The 13th Floor                                                                  | - Lanzamiento: 23 de enero de 2009 - Discográfica: Nuclear Blast      | —   | —   | 127 | 87 | 67 | —  | —  | —  | - US: 500+   |
| The Enigma of Life                                                              | - Lanzamiento: 21 de enero de 2011 - Discográfica: Nuclear Blast      | —   | —   | —   | 73 | 53 | —  | —  | —  | - US: 730+   |
| Perils of the Deep Blue                                                         | - Lanzamiento: 28 de junio de 2013 - Discográfica: Nuclear Blast      | 98  | 89  | 136 | 50 | 43 | 11 | 20 | 97 | - US: 1,560+ |
| The Seventh Life Path                                                           | - Lanzamiento: 8 de mayo de 2015 - Discográfica: Napalm Records       | 198 | 122 | —   | 68 | 77 | —  | 18 | —  |              |
| Dim Days of Dolor                                                               | - Lanzamiento: 11 de noviembre de 2016 - Discográfica: Napalm Records | —   | 150 | —   | —  | 89 | 34 | —  | 25 |              |
| Arcane Astral Aeons                                                             | - Lanzamiento: 26 de octubre de 2018 - Discográfica: Napalm Records   | 131 | 150 | —   | —  | 80 | —  | —  | —  |              |
| Riddles, Ruins & Revelations                                                    | - Lanzamiento: 12 de febrero de 2021 - Etiqueta: Napalm               | —   | —   | —   | 89 | 18 | —  | —  | —  |              |
| "—" indica lanzamientos que no ingresaron a listas o lugares donde no se lanzó. |                                                                       |     |     |     |    |    |    |    |    |              |

### EP
- Sirenian Shores (2004)

### Sencillos
- "My Mind's Eye" (2007)
- "The Path to Decay" (2008)
- "The End of It All" (2010)
- "Seven Widows Weep" (2013)
- "Once My Light" (2015)
- " The 12th Hour" (2016)
- "Dim Days of Dolor" (2016)
- "Love Like Cyanide" (2018)
- "Into the Night" (2018)
- "Addiction No. 1" (2020)

" "We Come to Ruins" (2021)
- "Voyage, Voyage" (2021)

### Vídeos musicales
- "My Mind's Eye" (2007)
- "The Other Side" (2007)
- "The Path to Decay" (2008)
- "The End of It All" (2011)
- "Seven Widows Weep" (2013)
- "Once My Ligh" (2015)
- "Dim Days of Dolor" (2016)
- "Into the Night" (2018)
- "Addiction No. 1" (2020)
- "Voyage, Voyage" (2021)